# Salinas Grandes (Buenos Aires y La Pampa)
Las Salinas Grandes del sudoeste del interior de la Provincia de Buenos Aires y del sudeste de la Provincia de La Pampa, en la región central de la Argentina, son un conjunto de pequeñas depresiones, generalmente circulares, debidas a hundimientos tectónicos, que originaron lagunas temporarias que, al desecarse, han creado salares ("salinas" y "salitrales") de dimensiones medianas.
Pese a ser su magnitud muy inferior a las Salinas Grandes del noroeste de Córdoba y provincias aledañas, las Salinas Grandes del sur llegaron a tener importancia ya que existió desde el siglo XVIII y hasta finales del siglo XIX un circuito comercial con asiduo tránsito de carretas que portaban como una de las principales mercancías las planchas de sal que servían a los saladeros ubicados en la ciudad de Buenos Aires. 
Las principales salinas de este conjunto se encuentran en el Partido de Puan, así como en el extremo sur del Partido de Adolfo Alsina y en el extremo noroeste del Partido de Villarino; en este último cabe destacar la depresión de 61 m bajo el nivel del mar que se ubica hacia las coordenadas 38°45′S 62°56′O / -38.750, -62.933, tan sólo unos 45 km al oeste de la importante ciudad de Bahía Blanca.

## Galería

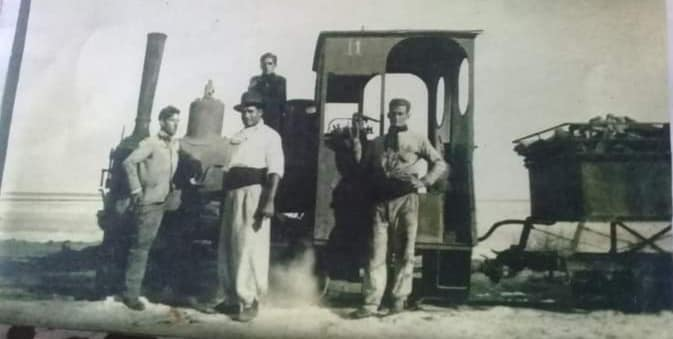
Locomotora de vapor del ferrocarril del campo Decauville de las Salinas Grandes
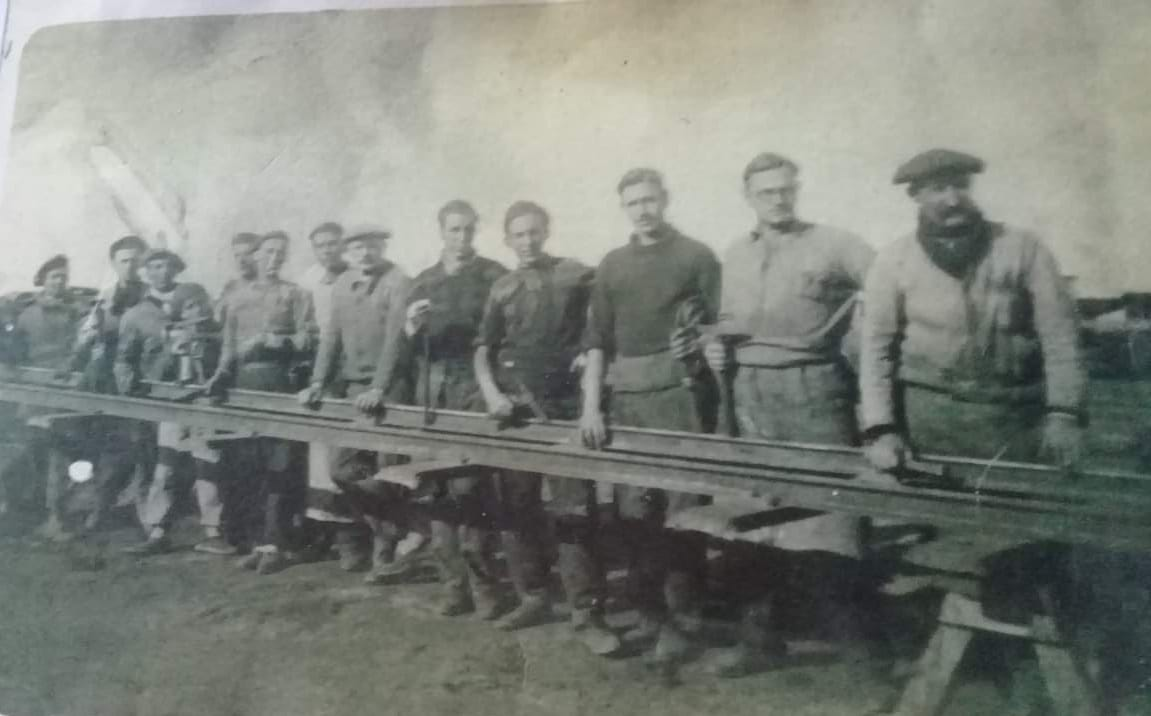
Vía férrea del sistema Decauville de las Salinas Grandes, Provincia de la Pampa
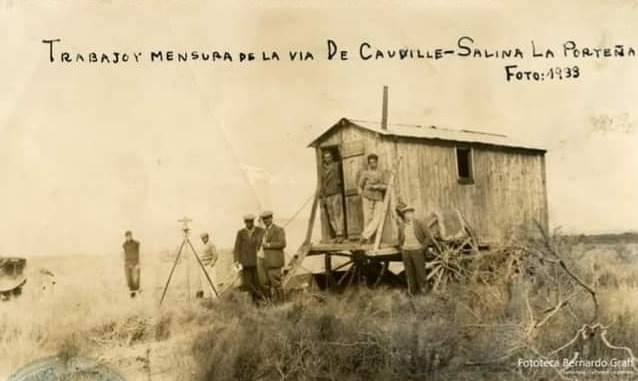
Foto de 1939 del trabajo en las salinas
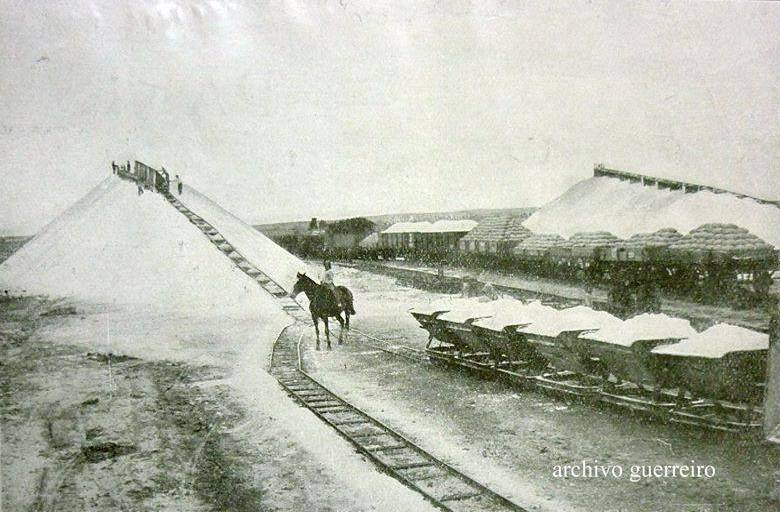
Extracción de sal en la salina de Anzoategui